# 東経112度線
東経112度線（とうけい112どせん）は、本初子午線面から東へ112度の角度を成す経線である。北極点から北極海、アジア、インド洋、南極海、南極大陸を通過して南極点までを結ぶ。東経112度線は西経68度線と共に大円を形成する。

## 通過する国・地点
東経112度線は、北極点から南極点まで南に向かって以下の場所を通っている。
| 地理座標                                               | 国土・領土・領海 | 備考 |
| ------------------------------------------------------ | ---------------- | --- |
| 北緯90度0分 東経112度0分 / 北緯90.000度 東経112.000度  | 北極海           | |
| 北緯79度17分 東経112度0分 / 北緯79.283度 東経112.000度 | ラプテフ海       | |
| 北緯76度34分 東経112度0分 / 北緯76.567度 東経112.000度 | ロシア           | タイミル半島 |
| 北緯74度46分 東経112度0分 / 北緯74.767度 東経112.000度 | ラプテフ海       | |
| 北緯74度31分 東経112度0分 / 北緯74.517度 東経112.000度 | ロシア           | ボリショイ・ベギチェフ島 |
| 北緯74度12分 東経112度0分 / 北緯74.200度 東経112.000度 | ラプテフ海       | |
| 北緯73度43分 東経112度0分 / 北緯73.717度 東経112.000度 | ロシア           | |
| 北緯49度25分 東経112度0分 / 北緯49.417度 東経112.000度 | モンゴル         | |
| 北緯45度5分 東経112度0分 / 北緯45.083度 東経112.000度  | 中華人民共和国   | 内モンゴル自治区 |
| 北緯43度49分 東経112度0分 / 北緯43.817度 東経112.000度 | モンゴル         | 約6km |
| 北緯43度46分 東経112度0分 / 北緯43.767度 東経112.000度 | 中華人民共和国   | 内モンゴル自治区 山西省 河南省 湖北省 湖南省 広西チワン族自治区 (約3km) 広東省 広西チワン族自治区 - 約6km 広東省 - 約5km 広西チワン族自治区 広東省 |
| 北緯21度45分 東経112度0分 / 北緯21.750度 東経112.000度 | 南シナ海         | |
| 北緯21度39分 東経112度0分 / 北緯21.650度 東経112.000度 | 中華人民共和国   | 広東省 - 海陵島（中国語版） |
| 北緯21度37分 東経112度0分 / 北緯21.617度 東経112.000度 | 南シナ海         | 西沙諸島（各国間で領有権を巡って係争中）を通過。 南沙諸島（各国間で領有権を巡って係争中）を通過。                                                  |
| 北緯2度54分 東経112度0分 / 北緯2.900度 東経112.000度   | マレーシア       | サラワク州 - ボルネオ島上 |
| 北緯1度7分 東経112度0分 / 北緯1.117度 東経112.000度    | インドネシア     | ボルネオ島 |
| 南緯3度29分 東経112度0分 / 南緯3.483度 東経112.000度   | ジャワ海         | |
| 南緯6度48分 東経112度0分 / 南緯6.800度 東経112.000度   | インドネシア     | ジャワ島 |
| 南緯8度18分 東経112度0分 / 南緯8.300度 東経112.000度   | インド洋         | |
| 南緯60度0分 東経112度0分 / 南緯60.000度 東経112.000度  | 南極海           | |
| 南緯65度54分 東経112度0分 / 南緯65.900度 東経112.000度 | 南極大陸         | オーストラリア南極領土 - オーストラリアが領有権主張                                                                                                |